# 885
| Calendário gregoriano                                                        | 885 DCCCLXXXV                                        |
| Ab urbe condita                                                              | 1638                                                 |
| Calendário arménio                                                           | 334 – 335                                            |
| Calendário bahá'í                                                            | -959 – -958                                          |
| Calendário budista                                                           | 1429                                                 |
| Calendário chinês                                                            | 3581 – 3582 Início a 21 de janeiro (aproximadamente) |
| Calendário copta                                                             | 601 – 602                                            |
| Calendário etíope                                                            | 877 – 878                                            |
| Calendários hindus - Vikram Samvat - Calendário nacional indiano - Cáli Iuga | 940 – 941 806 – 807 3985 – 3986                      |
| Calendário Holoceno                                                          | 10885                                                |
| Calendário islâmico                                                          | 271 – 272                                            |
| Calendário judaico                                                           | 4645 – 4646                                          |
| Calendário persa                                                             | 263 – 264                                            |
| Calendário rúnico                                                            | 1135                                                 |
| Calendário solar tailandês                                                   | 1428                                                 |

885 (DCCCLXXXV, na numeração romana) foi um ano comum do século IX do Calendário Juliano, da Era de Cristo, teve início a uma sexta-feira e terminou também a uma sexta-feira e a sua letra dominical foi C (52 semanas).
No território que viria a ser o reino de Portugal estava em vigor a Era de César que já contava 923 anos.
| Ano completo                       |
| ---------------------------------- |
| Ano comum com início à sexta-feira |

## Nascimentos
- Daigo, 60º imperador do Japão.
- Bosão de Arles e Avinhão m. 936, foi conde de Arles e marquês da Toscânia.

## Mortes
- Papa Adriano III